# Indotritia eksteeni
Indotritia eksteeni är en kvalsterart som beskrevs av Wojciech Niedbała 2006. Indotritia eksteeni ingår i släktet Indotritia och familjen Oribotritiidae. Inga underarter finns listade i Catalogue of Life.